# Instituto Nacional de Aviación Civil
El Instituto Nacional de Aviación Civil (INAC), y Centro de Instrucción de Aeronavegantes y Técnicos Aeronáuticos (CIATA), es un organismo de la Fuerza Aérea Argentina con asiento en la BAM Morón y bajo la dependencia de la Dirección General de Educación de esa fuerza armada.
Su misión de formar al personal profesional que la aeronáutica civil requiera, para sus servicios de aire y tierra. Cuenta con una pista de aterrizaje de 3000 metros de longitud, habilitada para la operación de aeronaves del tipo comercial, hangares, aulas y demás instalaciones para la instrucción académica.

## Historia
Fue creado el 27 de diciembre de 1937 con el nombre de Escuela Nacional de Aeronáutica, el 14 de julio de 1953 cambia su denominación por la de Escuela Nacional de Aviación Civil, y el 3 de noviembre de 1972, pasa a denominarse Instituto Nacional de Aviación Civil.
Desde 1973 tiene su sede en los terrenos que ocupa el Aeródromo de Morón en la ex VII Brigada Aérea de Morón de la ciudad de Castelar , partido de Morón, Provincia de Buenos Aires. En julio de 2009 y hasta diciembre de 2010 mediante decreto presidencial, el predio pasó a denominarse Base Aérea Militar Morón dependiente del disuelto Comando de Operaciones Aéreas y la conforman el Aeropuerto de Morón, el Museo Nacional de Aeronáutica y el INAC.
Con la disolución del Comando de Regiones Aéreas en el año 2009, muchas funciones y organismos del mismo, pasaron a depender de la nueva Administración Nacional de Aviación Civil (ANAC), por lo tanto el INAC pasó a depender del Comando de Personal de la FAA, hasta febrero de 2010, fecha en que se creó el Comando de Educación. A partir del 1 de enero de 2011, las funciones del INAC pasaron a ser responsabilidad de la Dirección General de Educación dependiente de la Subjefatura del Estado Mayor General de la Fuerza Aérea. En tanto que continuó dentro del predio de la Base Aérea Militar Morón que a partir de la fecha dejó de depender del disuelto Comando de Operaciones Aéreas para pasar a depender del creado Comando de Adiestramiento y Alistamiento de la Fuerza Aérea (COAA).
A partir de enero de 2011, el Aeropuerto de Morón continuó funcionando bajo la órbita de la Administración Nacional de Aviación Civil, la Base Aérea Militar Morón y el Museo Nacional de Aeronáutica dependen del Comando de Adiestramiento y Alistamiento. Mientras que el INAC depende de la Dirección General de Educación.